# I tessitori
I tessitori (slesiano: De Waber; tedesco: Die Weber) è un dramma in cinque atti di Gerhart Hauptmann scritto dapprima in lingua slesiana e successivamente in lingua tedesca, edizioni pubblicate rispettivamente nel 1892 e nel 1894, e rappresentato dapprima il 26 febbraio 1893 in uno spettacolo riservato ai soci della Freie Bühne e, pubblicamente, il 25 settembre 1894 nel Deutsches Theater di Berlino.

## Trama

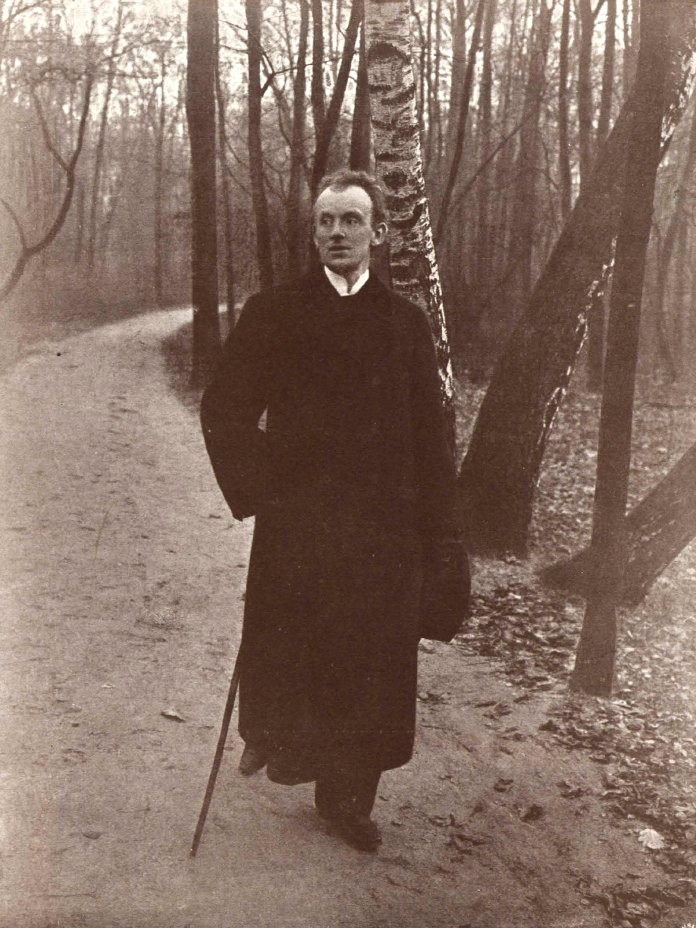
Gerhart Hauptmann (fotografia del 1898)

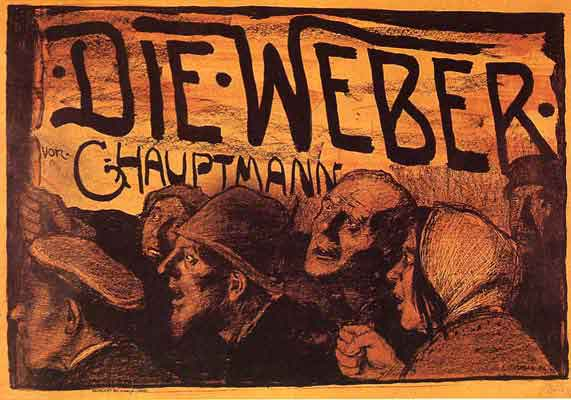
Locandina per I tessitori (Emil Orlik, 1897)

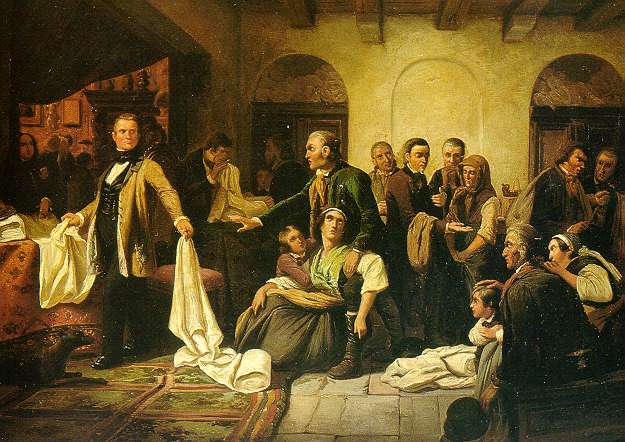
I tessitori della Slesia (dipinto di Carl Wilhelm Hübner, 1846)

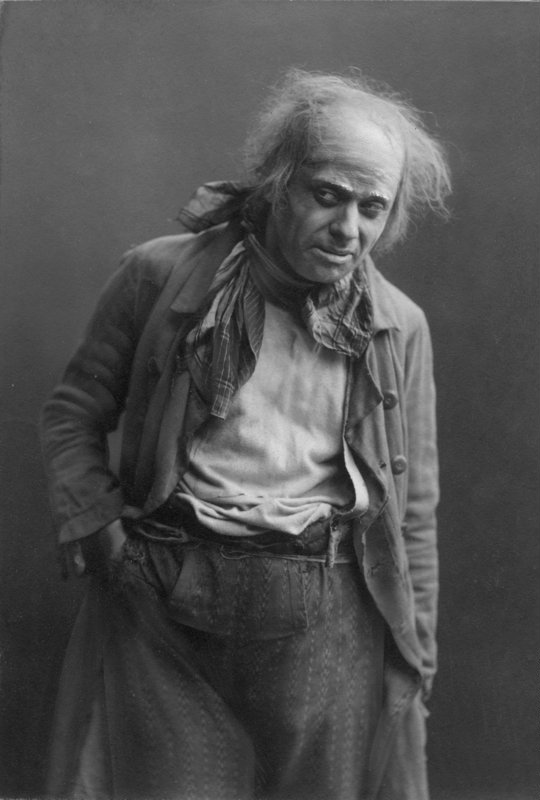
Max Reinhardt nel ruolo di Ansorge (1900 circa)

Il soggetto dei Tessitori è la rivolta dei tessitori slesiani del 1844 alla quale si erano interessati fra l'altro Karl Marx e Heinrich Heine. Nel dramma di Hauptmann i personaggi sono numerosi, e ciascun atto è un quadro staccato nel quale si descrive l'evolvere della rivolta. All'inizio di ogni atto Hauptmann descrive minuziosamente le persone e i luoghi dove si svolge l'azione.

### Atto primo
Il primo atto si svolge a Peterswaldau, in Slesia, un sabato, giorno di paga. I tessitori affluiscono al deposito di Dreißiger, un grossista di tessuti di fustagno, per vendervi le pezze di tessuto che hanno prodotto a domicilio nel corso della settimana. Gli operai, pallidi e macilenti, attendendo il proprio turno per riscuotere il salario. Alcuni fra essi chiedono anticipi o sussidi per potersi sfamare; ma invano perché Dreißiger, il padrone, non si fa vedere, e i suoi diretti impiegati, il commesso Pfeifer e il cassiere Neumann, si mostrano insensibili ai bisogni dei lavoratori. Questi ultimi sono rassegnati; solo il giovane Bäcker protesta e risponde con insolenza ai due rappresentanti del padrone. Fra i lavoratori c'è anche un bambino di otto anni, sceso dai monti con un pesante carico, il quale infine sviene per la fame. Dreißiger, impressionato, esce dal suo ufficio, soccorre il bambino e calma la folla degli operai, che s'era cominciata ad agitare, con promesse —l'assunzione di altri duecento operai— che in seguito si riveleranno fraudolente. Solo Bäcker, detto "il rosso" per il colore dei capelli, non si lascia convincere e lui solo, alzando la voce, riesce a ottenere il salario che gli spetta.

### Atto secondo
Il secondo atto porta la scena a Kaschbach, un villaggio montano sull'Eulengebirge (una catena montuosa dei Sudeti denominata in polacco Góry Sowie) nell'abitazione fatiscente del vecchio tessitore Ansorge. La miseria più squallida è visibile dalle facce emaciate e dai vestiti a brandelli dei familiari. Giunge da Peterswaldau il vecchio tessitore Baumert in compagnia di Jäeger, un giovane sfrontato appena congedato dal servizio militare. Jäeger racconta che la sera prima, passando per Peterwaldau, ha cantato con i tessitori, davanti all'abitazione di Dreißiger, un canto il cui testo, che egli ha trascritto, comincia a leggere con trasporto. Il canto dei tessitori risveglia in quella povera gente un senso di ribellione per i patimenti sofferti e un desiderio di riscatto. L'atto termina con le parole del vecchio tessitore Ansorge: «E questo deve cambiare, lo dico io, sul momento. Non lo sopportiamo più! Rovini il mondo, non lo sopporteremo più!»

### Atto terzo
Il terzo atto si svolge di nuovo a Peterswaldau. Nell'osteria di Welzel si commenta la tensione che sta montando in paese. Infatti i tessitori, guidati da Bäcker e da Jäger, girano cantando per le vie di Peterswaldau incitando allo sciopero. Alcuni avventori, fra cui un frivolo commesso viaggiatore, commentano negativamente le richieste economiche dei tessitori. L'impulso alla ribellione si acuisce quando alcuni tessitori, scaldati dalle discussioni e dal vino, si sentono proibire dal gendarme Kutsche di cantare la famosa canzone («A voialtri tessitori ho una parola da dire. Il signor commissario vi fa proibire di cantare la canzone – la canzone del Dreißiger, o come la chiamate. E se il vocìo per il paese non finisce subito, sarà affare suo rimettervi la testa a posto in caserma. Allora la potrete cantare a pane ed acqua, finch'avete voglia.»). Dopo aver pronunciato queste parole sulla soglia della locanda, il gendarme se ne va, ma la gente continua a cantare.

### Atto quarto
Peterswaldau, salotto della famiglia Dreißiger. La signora Dreißiger, il pastore Kittelhaus con la moglie e il precettore Weinhold, in attesa del padrone di casa per iniziare una partita a whist, conversano sulle agitazioni dei tessitori. Weinhold cerca di giustificarle, il pastore, mellifluo, accusa il giovane precettore di essere un sognatore con scarso realismo e scarso buon senso. Giunge finalmente Dreißiger, ma è agitato e infuriato soprattutto contro Bäcker il rosso; licenzia Weinhold per le opinioni che ha espresso e chiede l'intervento della polizia. Jäger, arrestato da Kutsche con l'aiuto degli operai tintori, viene condotto nell'abitazione di Dreißiger per essere interrogato; ma il suo atteggiamento insolente e ribelle sconcerta i presenti. Dopo che Jäger è stato portato via dal salotto per essere condotto in prigione, Dreißiger conversa col pastore Kittelhaus affermando che la causa principale della rivolta è l'ideologia umanitaria («(i tessitori) erano pazienti e maneggevoli, certo, prima erano gente costumata e a modo. Cioè, sinchè gli zampognari umanitari non se ne immischiarono»). Dreißiger afferma che non può aumentare il compenso dei tessitori perché i ricavi, nelle imprese commerciali come la sua, sono ormai molto bassi («L'estero ha fatto contro di noi barricate di dazii. Fuori, ci hanno chiusi i più grossi mercati e all'interno dobbiamo farci concorrenza al coltello, perché ci han dati completamente in balìa agli altri»). Nel frattempo in paese la situazione precipita. Giunge Pfeifer per avvertire Dreißiger che i rivoltosi hanno liberato Jäeger e si stanno dirigendo verso l'abitazione del padrone. Dreißiger e i suoi ospiti riescono a fuggire. Poco dopo una folla adirata invade schiamazzando la ricca casa di Dreißiger, rompendo e devastando tutto. L'atto termina con le parole del vecchio tessitore Assorge: «Mi rubò la mia casetta, io gli rubo la sua. Dagli, dagli.».

### Atto quinto
La sommossa di Peterswaldau si è estesa anche alla vicina cittadina Langenbielau. L'ultimo atto si svolge in questa località, nell'abitazione del tessitore Hilse. Costui, un vecchio mutilato (ha perso un braccio in guerra) vive con la vecchia moglie, ormai cieca, il figlio Gottlieb, la nuora Luise e la nipotina Mielchen. Trattenuto dal timore di Dio, il vecchio Hilse non si lascia trascinare dalla folla urlante e dedita al saccheggio. Nelle violenze dei dimostranti Hilse vede il diavolo e ordina al figlio Gottlieb di non partecipare a tali delitti. Ma la nuora Luise si ribella alle «ciancie bigotte» del vecchio e scende in strada nel momento in cui i soldati si apprestano a caricare gli scioperanti. Gottlieb allora esce per difendere sua moglie, mentre il vecchio Hilse, che ha continuato a tessere vicino alla finestra, muore colpito da una fucilata.

## Critica
In Germania gli anni del Secondo Reich sono gli anni dell'urbanizzazione, dell'espansione economica e dello sviluppo industriale che accelerarono la crescita del paese facendolo passare da una situazione di arretratezza economica a una di eccellenza politico-economico. In quel periodo si rinnovò anche la vita culturale: al pari di quanto accadeva nella Francia di Zola, si esigeva una letteratura che fosse in diretto contatto con la vita. Il naturalismo scardina gli schematismi letterari dell'epoca, facendo parlare direttamente il popolo in teatro col proprio linguaggio.
Per Ferdinand Lion, questo dramma di masse in lotta contro il capitalismo, la fame e la miseria porta per la prima volta sui teatri della Germania bismarckiana il problema del proletariato, reso dal realismo di Hauptmann con crudezza. Nei Tessitori le scene di massa sono eccellenti, ma Hauptmann non ha saputo disegnare sufficientemente bene né l'ambiente borghese né gli individui della classe operaia; ama e sa creare solo un mondo di esseri istintivi. Per questo i suoi tessitori non sono gli operai delle grandi industrie cittadine ma gli artigiani di campagna Tavano fa osservare che, mentre nei primi tre atti prevale l'impressione che il disagio dei tessitori dipende solo dallo sfruttamento dei commercianti, negli ultimi due si evidenzia che l'origine del disagio è da attribuirsi soprattutto al passaggio da una manifattura ormai fuori moda a una manifattura industriale moderna. Nel quinto atto, attraverso le parole dello straccivendolo Hornig, si mette in evidenza la componente luddista della rivolta dei tessitori («Voglion far la festa alla fabbrica! Vogliono sbuzzare tutti i telai meccanici! Quelli sì che sono i guastamestieri! Lo vede persino un cieco!»).
I tessitori fu considerato eversivo e pericoloso per la stabilità morale e sociale. Intervenne tuttavia un tipo di censura ‘indiretta’, finalizzata a impedire la rappresentazione teatrale del dramma. Il 3 marzo 1892 Hauptmann si vide infatti rifiutare dall'autorità di Polizia Berlinese il permesso di rappresentazione. Dopo un ricorso all'autorità giudiziaria, il dramma poté essere messo in scena il 26 febbraio 1893,  in forma privata. in una rappresentazione riservata ai soci dell'associazione Freie Bühne. Portata la questione in tribunale, Hauptmann ebbe l'autorizzazione per far rappresentare in pubblico l'opera. I tessitori furono pertanto rappresentati il 25 settembre 1894 nel Deutsches Theater di Berlino dinanzi a una platea selezionata dal costo eccessivo del biglietto. L'inaspettata autorizzazione del Tribunale Berlinese portò Guglielmo II a rimuovere il presidente del tribunale e a disdire in segno di protesta l'abbonamento del suo palco nel Deutsches Theater. In altre città tedesche lo spettacolo veniva proposto durante la settimana lavorativa, impedendo in questo modo ai lavoratori di assistervi.
La carica eversiva dei Tessitori viene avvertita anche nel XXI secolo, come dimostrano le polemiche seguite all'allestimento del dramma a Dresda, città che fino al 1990 aveva fatto parte della DDR, ad opera del regista Volker Lösch il 14 febbraio 2005 allorché fu utilizzato un coro composto da trentatré disoccupati.

## Edizioni

### Prime edizioni in lingua originale
- (SZL) Gerhart Hauptmann, De Waber (Die Weber) : Schauspiel aus den vierziger Jahren [I tessitori : dramma degli anni intorno al 1840], Berlin, S. Fischer Verlag, 1892.
- (DE) Gerhart Hauptmann, Die Weber : Schauspiel aus den vierziger Jahren [I tessitori : dramma degli anni intorno al 1840], Berlin, S. Fischer Verlag, 1894.

### Traduzioni in lingua italiana
- Gerhart Hauptmann, I tessitori : dramma in cinque atti, collana Teatro contemporaneo internazionale ; 11, Milano, Max Kantorowicz, 1894.
- Gerhart Hauptmann, I tessitori : dramma in cinque atti, collana Teatro straniero ; 74, traduzione di Ernesto Gagliardi, Milano, Treves, 1898. (il testo della ristampa del 1920 è presente nel sito Liber Liber, vedi link nella sezione Collegamenti esterni)
- Gerardo Hauptmann, I tessitori : dramma in 5 atti, traduzione di Cesare Castelli, Roma, Mongini, 1906.
- Gerhart Hauptmann, I tessitori : dramma degli anni intorno al 1844, traduzione di Nello Saito, Milano [etc.], Dante Alighieri, 1961.
- I tessitori, in Gerhart Hauptmann : premio Nobel per la letteratura 1912, collana I premi Nobel per la letteratura ; 14, traduzione di Annamaria Maurelli, Contiene anche: "Il conferimento del premio Nobel a Gerhart Hauptmann" di Gunnar Ahlstrom ; Discorso ufficiale di H. Hildebrand per il conferimento del premio nobel a Gerhart Hauptmann; "La vita e l'opera di Gerhart Hauptmann" di Felix A. Voigt, Milano, Fratelli Fabbri, 1965,  pp. 55-181.
- Gerhart Hauptmann, I tessitori, collana Cultura politica ; 14, traduzione di G. Piersanti, saggio introduttivo di György Lukács;  testo critico Franz Mehring, Roma, Savelli, 1975.
- Gerhart Hauptmann, I tessitori, traduzione di Barbara Gambaccini, Massa, Edizioni Clandestine, 2019, ISBN 978-88-6596-811-6.

## Adattamenti cinematografici
- Die Weber - film muto del 1927 diretto da Frederic Zelnik e interpretato da Paul Wegener nel ruolo di Dreißiger, Theodor Loos in quello di Bäcker il rosso e Wilhelm Dieterle in quello di Moritz Jäger[13].